# Bir Çocuk Sevdim
Bir Çocuk Sevdim è un serial televisivo drammatico turco composto da 39 puntate, trasmesso su Kanal D dal 9 settembre al 30 dicembre 2011 e su Star TV dal 13 gennaio al 18 giugno 2012 in seguito alla cancellazione causata dai bassi ascolti. È diretto da Cevdet Mercan e Murat Düzgünoğlu, scritto da Gaye Boralıoğlu, Figen Şakacı e Ümit Kıvanç, prodotto da TMC Film ed ha come protagonisti Bülent İnal, Çetin Tekindor, Gülcan Arslan e Hakan Kurtaş.

## Trama
Mine è la figlia più giovane di una famiglia benestante che vive in un quartiere borghese su una delle isole di Istanbul. Sinan è l'unico figlio di una delle famiglie più ricche ed è abituato a ottenere tutto ciò che desidera: è uno studente laborioso che si è laureato all'università e si prepara a viaggiare per completare il master. I due erano uniti da un amore burrascoso, nonostante la differenza di ceto familiare e le condizioni sociali che circondavano ciascuno di loro, e si promisero reciprocamente che non si sarebbero mai separati e che avrebbero trascorso la vita insieme. Sebbene il padre di Mine, Turan, ami sua moglie e le sue tre figlie, è molto severo e impegnato nei valori in cui crede, e nulla supera il suo orgoglio e quando sente parlare dello stile di vita delle figlie crolla in uno stato di depressione.

## Episodi
| Stagione       | Episodi | Prima TV Turchia | Prima TV Italia |
| -------------- | ------- | ---------------- | --------------- |
| Prima stagione | 39      | 2011-2012        | inedita         |

### Prima stagione (2011-2012)
| n° | Titolo originale | Prima TV Turchia  | Emittente turca |
| -- | ---------------- | ----------------- | --------------- |
| 1  | 1. Bölüm         | 9 settembre 2011  | Kanal D         |
| 2  | 2. Bölüm         | 16 settembre 2011 | Kanal D         |
| 3  | 3. Bölüm         | 23 settembre 2011 | Kanal D         |
| 4  | 4. Bölüm         | 30 settembre 2011 | Kanal D         |
| 5  | 5. Bölüm         | 7 ottobre 2011    | Kanal D         |
| 6  | 6. Bölüm         | 14 ottobre 2011   | Kanal D         |
| 7  | 7. Bölüm         | 21 ottobre 2011   | Kanal D         |
| 8  | 8. Bölüm         | 28 ottobre 2011   | Kanal D         |
| 9  | 9. Bölüm         | 4 novembre 2011   | Kanal D         |
| 10 | 10. Bölüm        | 18 novembre 2011  | Kanal D         |
| 11 | 11. Bölüm        | 25 novembre 2011  | Kanal D         |
| 12 | 12. Bölüm        | 2 dicembre 2011   | Kanal D         |
| 13 | 13. Bölüm        | 9 dicembre 2011   | Kanal D         |
| 14 | 14. Bölüm        | 16 dicembre 2011  | Kanal D         |
| 15 | 15. Bölüm        | 23 dicembre 2011  | Kanal D         |
| 16 | 16. Bölüm        | 30 dicembre 2011  | Kanal D         |
| 17 | 17. Bölüm        | 13 gennaio 2012   | Star TV         |
| 18 | 18. Bölüm        | 20 gennaio 2012   | Star TV         |
| 19 | 19. Bölüm        | 27 gennaio 2012   | Star TV         |
| 20 | 20. Bölüm        | 3 febbraio 2012   | Star TV         |
| 21 | 21. Bölüm        | 10 febbraio 2012  | Star TV         |
| 22 | 22. Bölüm        | 17 febbraio 2012  | Star TV         |
| 23 | 23. Bölüm        | 24 febbraio 2012  | Star TV         |
| 24 | 24. Bölüm        | 2 marzo 2012      | Star TV         |
| 25 | 25. Bölüm        | 9 marzo 2012      | Star TV         |
| 26 | 26. Bölüm        | 16 marzo 2012     | Star TV         |
| 27 | 27. Bölüm        | 23 marzo 2012     | Star TV         |
| 28 | 28. Bölüm        | 30 marzo 2012     | Star TV         |
| 29 | 29. Bölüm        | 9 aprile 2012     | Star TV         |
| 30 | 30. Bölüm        | 16 aprile 2012    | Star TV         |
| 31 | 31. Bölüm        | 23 aprile 2012    | Star TV         |
| 32 | 32. Bölüm        | 30 aprile 2012    | Star TV         |
| 33 | 33. Bölüm        | 7 maggio 2012     | Star TV         |
| 34 | 34. Bölüm        | 14 maggio 2012    | Star TV         |
| 35 | 35. Bölüm        | 21 maggio 2012    | Star TV         |
| 36 | 36. Bölüm        | 28 maggio 2012    | Star TV         |
| 37 | 37. Bölüm        | 4 giugno 2012     | Star TV         |
| 38 | 38. Bölüm        | 11 giugno 2012    | Star TV         |
| 39 | 39. Bölüm        | 18 giugno 2012    | Star TV         |

## Personaggi e interpreti
- Timur Gürhan, interpretato da Bülent İnal.
- Turan Şenoğlu, interpretato da Çetin Tekindor.
- Mine Şenoğlu Gürhan, interpretata da Gülcan Arslan.
- Sinan Harmangil, interpretato da Hakan Kurtaş.
- Esmahan Şenoğlu, interpretata da Şefika Ümit Tolun.
- Emine Şenoğlu, interpretata da Onuryay Evrentan.
- Süreyya, interpretata da Arzu Gamze Kılınç.
- Sebahat, interpretato da Gülçin Santırcıoğlu.
- Erdal Şenoğlu, interpretato da İnan Ulaş Torun.
- Derin, interpretata da Müjde Uzman.
- Ayten, interpretata da Ezgi Çelik.
- Funda Şenoğlu, interpretata da Cansu Koç.
- Kerem, interpretato da Bülent Alkış.
- Merve Gürhan, interpretata da İlayda Alişan.
- Bekir Harmangil, interpretato da Saydam Yeniay.
- Seda, interpretata da Mine Tüfekçioğlu.
- Sevim, interpretata da Uğur Demirpehlivan.
- Deniz, interpretato da Yiğit Kutlu Öztürk.
- Hasan, interpretato da Aybars Kartal Özson.
- Nazım Berber, interpretato da Hüseyin Taş.
- Narin, interpretata da Derya Beşerler.
- Serkan, interpretato da Görkem Türkeş.
- Manav Şükrü, interpretato da Ufuk Aşar.
- Saniye, interpretata da Serap Eyüboğlu.
- Nurcan, interpretata da Songül Bayoğlu.
- Begüm, interpretato da Ahu Yağtu.

## Produzione
La serie è diretta da Cevdet Mercan e Murat Düzgünoğlu, scritta da Gaye Boralıoğlu, Figen Şakacı e Ümit Kıvanç e prodotta da TMC Film.

### Riprese
Le riprese della serie sono state effettuate interamente a Istanbul e nei dintorni.

## Distribuzione

### Turchia
In originale la serie è andata in onda prima su Kanal D dal 9 settembre al 30 dicembre 2011 e in seguito spostata su Star TV dal 13 gennaio al 18 giugno 2012.
Composizione puntate
In originale la serie è composta da un'unica stagione di 39 puntate, ognuna delle quali ha una durata di 120 minuti circa.

## Trasmissioni internazionali
| Paese               | Rete televisiva       | Rete televisiva       | Titolo locale           | Prima TV locale   |
| ------------------- | --------------------- | --------------------- | ----------------------- | ----------------- |
| Turchia             | Kanal D               | Star TV               | Bir Çocuk Sevdim        | 9 settembre 2011  |
| Cipro del Nord      | Kanal D               | Star TV               | Bir Çocuk Sevdim        | 9 settembre 2011  |
| Macedonia del Nord  | Kanal 5               | Kanal 5               | Девојката која ја сакав | 2012              |
| Emirati Arabi Uniti | OSN                   | OSN                   | أحببت طفلة              | 2012              |
| Arabia Saudita      | OSN                   | OSN                   | أحببت طفلة              | 2012              |
| Egitto              | OSN                   | OSN                   | أحببت طفلة              | 2012              |
| Bahrein             | OSN                   | OSN                   | أحببت طفلة              | 2012              |
| Grecia              | Mega Channel          | Mega Channel          | أحببت طفلة              | 27 novembre 2012  |
| Libano              | LBCI                  | LBCI                  | أحببت طفلة              | 12 dicembre 2012  |
| Kazakistan          | Qazaqstan TV          | Qazaqstan TV          | Алғашқы махаббат        | 4 settembre 2013  |
| Pakistan            | Express Entertainment | Express Entertainment | Meenay - Mera Pyaar     | 23 settembre 2013 |
| Bulgaria            | Diema Family          | Diema Family          | Момичето, което обичах  | 9 dicembre 2013   |
| Israele             | Viva                  | Viva                  | The Girl I Loved        | 2015              |